# Stortervolandet
Stortervolandet [ˈstuːrtɛrvɔlandət] (kurz Stortervo; finn. Iso-Tervo) ist eine 37 km² große Insel im Schärenmeer vor der Südwestküste Finnlands. Sie liegt ca. 20 km Luftlinie südlich von Turku und gehört verwaltungsmäßig zur Stadt Pargas (Parainen). Auf Stortervolandet liegen die Dörfer Gunnarsnäs, Domarby und Våno. Die wichtigsten Nachbarinseln sind Ålön im Norden, Lemlax im Nordosten und Lillandet im Westen. Ålön ist über eine Brücke erreichbar, nach Lillandet besteht eine Fährverbindung.